# 노동사회과학연구소
노동사회과학연구소(勞動社會科學硏究所, Workers Institute of Social Science)는 대한민국의 속류 마르크스주의 사회•정치 단체로, 마르크스주의 중심의 무산자계급운동의 통합과 발전을 추구하고 있다.

## 개요
노동사회과학연구소는 "마르크스주의적" 신념에 따라 2004년 노무현 대통령 탄핵 정국 당시 노무현 대통령 탄핵에 반대하는 한국노동이론정책연구소에서 이탈한 연구자들을 중심으로 2005년에 결성되었다. 노무현 대통령 재임 기간 당시 노동사회과학연구소는 노무현 정부에 대해 '신자유주의 개혁부르주아지 파쇼정권'이라고 규정하였고, 기본적으로 반노무현(反盧武鉉)적 입장을 견지하였다. "노동자계급운동의 정치적·이념적 발전에 기여하여 한국사회의 정세 속에서 노동자계급운동의 발전을 꾀하고, 한국사회의 정세와 운동의 국제적 규정성ㆍ통일성ㆍ전체성을 놓치지 않고 국제적 시각을 견지하며, 노동자계급운동의 국제적 연대를 확대ㆍ강화하기 위해 설립"되었다. 그러나 실제로는 공식화된 마르크스주의를 구체화하기보다는 추상적인 교조를 반복하는 데 그치고 있다. 새로운 시도는 일부 연구자에 의해 진행된 적이 있으나 연구소의 지원을 받기는 힘들었고, 연구소 내부에서 정치적으로 공격받기 쉬운 상태였으므로 자주 중단되었다.

## 사상
중심 사상은 카를 마르크스가 구상하고 이오시프 스탈린이 완성한 마르크스-레닌주의와 소련에서 구체화된 과학적 사회주의이다. 또한 노사과연은 수정주의를 동구권 붕괴의 요인으로 지목하며, 격렬히 반대하고 정통 마르크스-레닌주의적 입장에서 반수정주의를 강력히 지지한다.
민족해방적 성격이 아닌 전쟁, 특히 러시아-우크라이나 전쟁에 대해서는 양비론적인 입장이며, 제국주의 진영에 대해 매우 비판적인 논조를 취하고 있다. 이는 그리스 공산당이 주도하는 공산당-노동자당 국제회의에 동조하는 반제국주의 경향이라고도 볼수 있다. 대한민국에서는 국가보안법 때문에 공산당 활동이 모두 불법화되어 마르크스-레닌주의 단체로는 노사과연이 유일하다.
그러나 이러한 양비론적 태도 때문에 일부 사회주의자들에서 노사과연의 마르크스-레닌주의 사상에 대한 교조주의적 해석라고 비판받기도 한다. 이들은 노사과연의 훈고주의적인 태도를 꼬집으며 현실적인 대안을 내놓으라고 촉구하고 있다.

## 연구
노동사회과학연구소는 마르크스주의 서적 번역과 더불어 현대 사회의 실천에서 제기된 문제를 제외한 '순수한 마르크스주의'를 따르고 추종하고 있다. 교조주의적이고 편향적인 경제학·사회학·역사학·철학 분야에 관련된 모든 연구를 진행하고 있으며, 이 외에도 국내 및 국외 정세, 현장에 관련된 언론 정보를 제공하고, 서울과 부산을 중심으로 세미나 강좌를 열어 교조적 마르크스주의 사상의 확대를 도모하고 있다. 연구 논집으로는 《노동사회과학》이 있으나, 근래 기존의 연구위원장이 탈퇴하여 앞으로 눈에 띠는 연구가 나오기 힘들 것으로 보인다.

## 정세
국내 정세 분석은 《노동정세일지》와 《정세》를 통해 알리고 있다.

### 경제
구 공산권의 사회주의 경제의 일부를 수용하고 있지만 2024년 이후 연구자가 대거 이탈하면서 실제 연구는 답보 상태에 있고, 일반화된 속류화된 마르크스주의의 교조적인 공식을 되풀이하여 그것으로 모든 걸 판단하고 추론하려 한다. 중국식 시장사회주의 노선 및 신자유주의와 자본주의에 대한 부르주아적 '개혁'에 지나지 않는 케인즈 경제학은 비판의 대상이다. 노동사회과학연구소는 '복지사회', '협동조합주의', '혼합 경제' 따위는 모두 자본주의 내 개량주의 노선의 일환에 지나지 않으며, 이것은 자본주의사회에서 나타나는 본질적인 문제를 해결하는 데에 부적합한 모델이라고 분석한다.
그러나 이러한 비판에 과도하게 집중한 결과, 노동사회과학연구소는 체제 내에서 최소한으로 수행되는 모든 개혁을 연구할 것을 포기했으므로 현실적으로 노동자를 단결시킬 수 있는 담론의 구성에서 소외되어 있다.

### 국내
민주대연합론과 대중 노선을 반대하고, 운동의 고립화를 통해 사회 변혁을 해야 한다고 주장하고 있다. 그래서 실제로 운동 내에서는 사실상 영향력이 없는 극소수만을 점하고 있다. 국내 문제를 다룰 때는 교조주의와 좌익 소부르주아 성향이 강하게 나타난다.

### 국제
명목상 사회주의 국가를 지지하지만 북한을 "비틀어지고 굴절되어버린 주체사상"을 추구하는 왜곡된 사회주의 국가로 여기면서, 한국 정부와 우익의 반북 선전에 대응하지 않고 있다. 민족혁명정권은 지지하지 않는다. 민족혁명을 통해 탄생한 저항적 민족주의 정권(베네수엘라, 시리아 등)을 "제국주의의 위장 정권"이라고 맹비난한다. 저항적 민족주의 정권에 대한 미국과 그 추종 국가들의 정권찬탈기도를 비판하기보단, 그 찬탈기도의 대상인 민족혁명국가의 "개혁의 불철저성"을 비판하는 데 주력한다. 팔레스타인-이스라엘 분쟁, 리비아 사태, 시리아 내전, 2019년 홍콩 시위 등에서 일관되게 모호한 입장을 취하고 있다. 단 《한반도 비핵화》를 제국주의에 봉사하는 이론으로 취급하며, 사회주의국가의 핵무장화를 지지하는 한편, 제국주의 세력의 종국적 퇴치가 전제된 상태에서의 비핵화를 지지한다.

### 노동
노동운동에 관한 논조는 주로 전국민주노동조합총연맹의 전일적 활동과 비정규직 노동자의 노동운동을 옹호하는 입장이며 정규직(일부)의 비판적 의견과 함께 그럼에도 노동자계급 투쟁의 연대는(그것이 비정규직이든 정규직이든) 이어간다는 것이 주된 입장이다.

### 통일
연구소 내부에서 지배적인 견해는 통일은 요원한 것이며, 국내의 사회주의화가 시급하다는 데에 있으며, 이에 근거하여 연구소는 분단 문제를 전적으로 다루지 않고 있다. 2024년 4월 호 《정세와 노동》에 따르면 최근 북한의 외교 행보 변화에 초점을 맞추면서 하나의 민족은 이제 존재하지 않으며, 이로써 통일의 당위도 존재하지 않게 되었다고 주장하고 있다. 모든 통일운동과 민족운동이 계급적 노동운동에 통폐합되어야 함을 주장하고 있다.

### 학생운동
NL과 PD 계열 모두를 비판하고 있지만 한국 현실에 맞는 대안 사회구성체론은 없는 상태이고 내부에서도 한국 사회 변혁에 관한 견해가 통일되지 않은 상태에 있다. 연구소를 기반으로 하여 활동하는 학생운동은 존재하지 않으며, 그 교조주의적 성향이 강하여 청년층을 끌어모으지 못하고 있다. 연구소의 주요 구성은 전문직 소부르주아이거나 과거 학생운동에 가담한 경력이 있는 자이며 프롤레타리아 출신의 노동운동가는 소수이다. 계급적 구성이 비프롤레타리아적이므로 구체적 현실을 무시하고 공식화된 마르크스주의를 반복하는 데 자족하려는 성격이 강하다.

### 비판과 논란
노동사회과학연구소는 노동운동의 정치적이고 이론적인 발전을 목표로 하지만 대부분 회원 구성은 전문직 소부르주아 및 학생운동에 가담하였다가 소부르주아적으로 생활을 영위하는 지식인이 다수이다. 이러한 연유로 계급적으로 노동자를 대변할 수 없다는 태생적 한계가 지적되고 있다.

#### 연구자들의 이탈
노동사회과학연구소 내부 주요 서클의 마르크스주의 비속화는 이 연구소에서 활동하던 다수 연구자들을 이탈하게 하였다. 2024년 상반기에 들어 인력이 대량 유출되어 유효한 연구를 진행하기 어려워졌다.

## 같이 보기
- 마르크스-레닌주의
- 과학적 사회주의
- 반수정주의